# Tohsi
Die Tohsi oder Tohsiten (auch bekannt als: Tohsı, Tuxs oder Tuxsî) waren ein turkstämmiger Nomadenstamm, der anfangs den Türgesch und ab 766 dem Stamm der Karluken unterstand. 
Die Überlieferungen über dieses Volk sind recht spärlich und entstammen hauptsächlich muslimischen Werken des 10. und 11. Jahrhunderts (Hudūd al-ʿĀlam oder dem Diwan Lughat at-Turk).